# محمد محمود السبتي
محمد محمود السبتي لاعب كرة قدم كويتي، من مواليد 1 يناير 1989، يلعب الآن مع نادي خيطان كلاعب وسط، شارك في كأس الأمير 52 مع نادي خيطان.